# Зузана Шточкова
Зузана Шточкова (словац. Zuzana Štočková, вроджена Хагарова словац. Hagarová, нар. 25 листопада 1977, Кежмарок) – словацька шахістка, гросмейстер серед жінок від 1998 року, володарка чоловічого звання міжнародного майстра від 2002 року.

## Шахова кар'єра
1993 року перемогла на чемпіонаті Словаччини серед дівчат до 16 років. Неодноразово брала участь у чемпіонатах світу та Європи серед дівчат у різних вікових категоріях, найбільшого успіху досягнувши 1994 року в Сегеді, де стала срібною призеркою ЧС до 18 років. Тоді вже належала до числа провідних словацьких шахісток, того ж року дебютувавши у складі національної збірної на шаховій олімпіаді в Москві. У шахових олімпіадах брала участь ще у сім разів (у 1996-2008 роках, один раз на 1-й шахівниці). Крім того. між 1997 і 2003 роками чотири рази брала участь у командних чемпіонатах Європи (кожного разу на 1-й шахівниці), найбільшого успіху досягнувши 1999 року в Батумі, де словацькі шахістки здобули золоті медалі.
2004 року посіла 2-ге місце (позаду Їржі Шточека, попереду, зокрема, Яна Плахетки, Мартина Мрви і Томаша Петрика) на турнірі за швейцарською системою Tatry Open в Татржанських Зрубах. 2008 року досягнула ще одного успіху, поділивши 2-ге місце (позаду Петера Ваврака, разом з Валерієм Яндеміровим) на відкритому чемпіонаті Словаччини, який відбувся у Зволені.
Найвищий рейтинг Ело в кар'єрі мала станом на 1 жовтня 2008 року, досягнувши 2430 очок займала тоді 46-те місце в світовому рейтинг-листі ФІДЕ, одночасно займаючи 1-ше місце серед словацьких шахісток.